# Protitame albescens
Protitame albescens är en fjärilsart som beskrevs av Mcdunnough 1939. Protitame albescens ingår i släktet Protitame och familjen mätare. Inga underarter finns listade i Catalogue of Life.